# Liste der Althistoriker an der Humboldt-Universität zu Berlin
Auf der Liste der Berliner Althistoriker werden alle Hochschullehrer gesammelt, die an der Friedrich-Wilhelms-Universität und deren Nachfolger, der Humboldt-Universität zu Berlin, lehrten. Das umfasst alle regulären Hochschullehrer, die Vorlesungen halten durften, also im Allgemeinen habilitiert waren. Das umfasst Ordinarien, Außerplanmäßige Professoren, Juniorprofessoren, Gastprofessoren, Honorarprofessoren, Lehrstuhlvertreter und Privatdozenten. Althistoriker des Mittelbaus (Assistenten und Mitarbeiter) sind nur in begründeten Ausnahmefällen berücksichtigt.
Die Aufnahme der Wissenschaftler bis 1945 erfolgt nach Alexander Demandt. Vor allem bis zur Herausbildung der althistorischen Professuren werden Vertreter der Mutterdisziplinen Klassische Philologie und Allgemeine Geschichtswissenschaft und der Nachbardisziplinen aufgenommen, wenn die Dozenten Alte Geschichte lehrten. Ausschlaggebend sind dafür die alten Vorlesungsverzeichnisse. Auch nach der Herausbildung der Lehrstühle werden Hochschullehrer aufgenommen, die Veranstaltungen zur Alten Geschichte gaben.
Seit der Begründung der Universität 1810 wurde in verschiedener Form, vor allem im Rahmen der allgemeinen Geschichte und der Klassischen Philologie, auch Alte Geschichte gelehrt. Schnell entwickelte sich Berlin zu einem, wenn nicht dem Zentrum der Erforschung der klassisch-antiken Welt in Deutschland. Ein Großteil der bedeutendsten deutschen Althistoriker wirkten an der Berliner Universität. Erster Inhaber eines eigenständigen Lehrstuhls war Theodor Mommsen, nur kurz darauf wurde ein zweiter Lehrstuhl begründet, der mit dem Ausscheiden des zweiten Inhabers Eduard Meyer nicht wieder besetzt wurde. Nach dem Zweiten Weltkrieg gab es kurzzeitig einen Lehrstuhl, doch wurde nach dem Ausscheiden Ernst Hohls 1955 kein Ordinariat mehr besetzt. 1950 wurde zudem der althistorische Lehrbetrieb an der Freien Universität aufgenommen. Grundstock der dortigen Bibliothek war die Fachbibliothek der Humboldt-Universität, die vom ersten West-Berliner Lehrstuhlinhaber Franz Altheim, der zuvor an der HUB lehrte, entwendet wurde. Aus alten Privatbibliotheken wie der von Ludwig Deubner wurde die Bibliothek wieder aufgebaut. Seit dem Ausscheiden Elisabeth Charlotte Welskopfs bis kurz vor der politischen Wende 1989 wurde das Fach Alte Geschichte an der Humboldt-Universität weitestgehend von Assistenten und Dozenten gelehrt, habilitierte Wissenschaftler gehörten zumeist zur Akademie der Wissenschaften der DDR, lehrten jedoch als Gastwissenschaftler. 1992 wurden im Rahmen der Umgestaltung der Universität wieder zwei Professuren eingerichtet, die mit Wilfried Nippel und Klaus-Peter Johne besetzt wurden.
Angegeben ist in der ersten Spalte der Name der Person und ihre Lebensdaten, in der zweiten Spalte wird der Eintritt in die Universität angegeben, in der dritten Spalte das Ausscheiden. Spalte vier nennt die höchste an der Humboldt-Universität zu Berlin erreichte Position. An anderen Universitäten kann der entsprechende Dozent eine noch weitergehende wissenschaftliche Karriere gemacht haben. Die nächste Spalte nennt Besonderheiten, den Werdegang oder andere Angaben in Bezug auf die Universität oder das Institut. In der letzten Spalte werden Bilder der Dozenten gezeigt, was derzeit aufgrund der Bildrechte jedoch schwer ist. Die Jahreszahlen von Berufung und Ausscheiden aus dem Lehrbetrieb können um ein Jahr zu anderen Angaben variieren, da häufig zwischen Berufung und Aufnahme der Lehre bis zu einem Jahr Unterschied besteht. Welche Angaben jeweils zugrunde liegen, ist nicht immer klar.
| Wissenschaftler                                    | von  | bis       | Funktionen                     | Bemerkungen | Bild |
| -------------------------------------------------- | ---- | --------- | ------------------------------ | --- | ---- |
| August Boeckh (1785–1867)                          | 1810 |           | Professor                      | Professor der Beredsamkeit und der klassischen Literatur; lehrte als Altphilologe mit einem Schwerpunkt auf der Sachphilologie; eine der größten Persönlichkeiten seines Faches, herausragende Leistungen auf dem Gebiet der Wirtschaftsgeschichte des antiken Griechenlands; zwischen 1835 und 1861 war er als Sekretar der Philosophisch-historischen Klasse der Preußischen Akademie der Wissenschaften |      |
| Barthold Georg Niebuhr (1776–1831)                 | 1810 | 1815      | Akademieprofessor              | lehrendes Akademiemitglied, erster Doktor der Universität; gilt als erster großer Vertreter des Faches an der Berliner Universität, Mitbegründer der philologisch-kritischen Geschichtswissenschaft, maßgeblich an der Erhebung der Geschichtswissenschaft zur eigenständigen Wissenschaft beteiligt |      |
| Friedrich Rühs (1781–1820)                         | 1810 |           | Ordinarius                     | erster Inhaber des Lehrstuhls für Geschichtswissenschaft, vertrat die Alte Geschichte als Universalhistoriker, besondere Verdienste hatte er um die Skandinavienforschung, aber auch früher Nationalist und Antisemit, Bezug zur Alten Geschichte weniger als Publizist denn als Hochschullehrer |      |
| Eduard Reinhold Lange (1799–1850)                  | 1824 | 1838      | Privatdozent                   | Altphilologe, der auch Alte Geschichte lehrte, Schriften zur Literatur und Mythologie, daneben am Friedrichwerderschen Gymnasium beschäftigt, später Rektor des herzoglichen Gymnasiums in Oels, bekannt vor allem für eine wissenschaftliche Auseinandersetzung mit Karl Otfried Müller |      |
| Christian Ludwig Ideler (1766–1846)                | 1815 |           | Ordinarius                     | seit 1821 Ordinarius; Chronologieforscher und Astronom, nur zum Teil auf dem Gebiet der Alten Geschichte tätig, beschäftigte sich auch mit neuen Philologien und mit Orientalistik, 1816 bis 1822 Lehrer der preußischen Prinzen Wilhelm, Friedrich und Karl, |      |
| Ernst Heinrich Toelken (1785–1869)                 | 1815 | 1823      | Privatdozent                   | Numismatiker und Archäologe; lehrte Altphilologie, Mythologie und Archäologie; seit 1823 Ordinarius für Kunstgeschichte und Archäologie, seitdem keine althistorische Arbeiten mehr |      |
| Johann Friedrich Gottfried Eiselen (1785–1865)     | 1815 | 1821      | Privatdozent                   | Kameralwissenschaftler, 1815 Privatdozent, las Alte, Deutsche und Weltgeschichte, 1821 Professor in Breslau, gehörte in den Befreiungskriegen zu den Lützow’schen Jägern und schrieb später über sie |      |
| Clemens August Carl Klenze (1795–1838)             | 1820 | 1838      | Ordinarius                     | Rechtshistoriker, Spezialist für Römisches Recht, promovierte 1820 in Berlin, 1826 Ordinarius, Hauptarbeiten zum römischen Recht und römischer Staatswissenschaft |      |
| Friedrich Wilhelm Schubert (1799–1868)             | 1826 | ????      | Professor                      | Professor für Statistik und Geschichte, zuvor und danach Professor in Königsberg, vertrat in Berlin mehrere Jahre den erkrankten Friedrich Wilken, forschte vor allem zur mittelalterlichen und neuzeitlichen Geschichte und Kulturgeschichte, hielt auch Veranstaltungen zur Alten Geschichte ab |      |
| Friedrich Wilken (1777–1840)                       | 1816 | 1839      | Professor                      | Professor für Iranistik, Direktor der königlichen Bibliothek, 1821/22 Rektor der Universität, 1831 Leiter der neu geschaffenen Universitätsbibliothek, lehrte neben Sprachen auch Universalgeschichte |      |
| Friedrich von Raumer (1781–1873)                   | 1819 | 1853 1873 | Ordinarius                     | Professor für Staatswissenschaften und Geschichte, vertrat die Alte Geschichte als Universalhistoriker, Sekretär der Philosophisch-historischen Klasse der Preußischen Akademie der Wissenschaften, Abgeordneter der Frankfurter Nationalversammlung 1848, einer der Begründer der deutschen Geschichtsschreibung                                                                                          |      |
| Peter Feddersen Stuhr (1787–1851)                  | 1820 | 1851      | Außerordentlicher Professor    | 1820 Dozent, 1821 Privatdozent, 1826 Außerordentlicher Professor, vertrat die Alte Geschichte als Universalhistoriker |      |
| Carl Ritter (1779–1859)                            | 1820 | ????      | Ordinarius                     | Professor der Erd-, Länder-, Völker- und Staatenkunde, 1820 Professor, 1825 Ordinarius, lehrte wissenschaftliche Erdkunde, einer der Begründer der wissenschaftlichen Geographie |      |
| Heinrich Leo (1799–1878)                           | 1824 | 1827      | Außerordentlicher Professor    | vertrat die Alte Geschichte als Universalhistoriker, 1824 Privatdozent, 1825 Außerordentlicher Professor |      |
| Karl Ludwig Blum (1796–1869)                       | 1825 | 1827      |                                | Altphilologe, der auch Alte Geschichte lehrte, 1827 als Ordinarius für Geographie und Statistikwissenschaften nach Dorpat gewechselt, dort vor allem Arbeiten zur Neuen Geschichte |      |
| Leopold von Ranke (1795–1886)                      | 1825 | 1871      | Ordinarius                     | Universalhistoriker, einer der Gründerväter der modernen Geschichtswissenschaft, vor allem Arbeiten zur Neuzeit, aber auch wichtige Arbeiten zur Alten Geschichte |      |
| Karl Gottlob Zumpt (1792–1849)                     | 1827 | 1849      | Ordinarius                     | Altphilologe, der auch Alte Geschichte lehrte, 1827 Außerordentlicher Professor, 1838 Ordinarius, als Mitglied der Preußischen Akademie der Wissenschaften trieb er das Corpus Inscriptionum Latinarum voran |      |
| Ernst Alexander Schmidt (1801–1857)                | 1827 | 1851      | Außerplanmäßiger Professor     | Mediävist, lehrte auch zur Alten Geschichte |      |
| Ferdinand Heinrich Müller (1805–1886)              | 1831 | ????      | Außerordentlicher Professor    | 1831 Privatdozent, 1845 Außerordentlicher Professor, lehrte nur zur Alten Geschichte |      |
| Carl Eduard Geppert (1811–1881)                    | 1836 | 1874      | Privatdozent                   | Altphilologe, der auch Alte Geschichte lehrte, Fachmann für Religions- und Theatergeschichte, Chronist Berlins |      |
| Agathon Benary (1807–1860)                         | 1839 | 1860      | Privatdozent                   | Altphilologe, der auch Alte Geschichte lehrte, Gymnasiallehrer am Cölnischen Realgymnasium |      |
| Wilhelm Adolf Schmidt (1812–1887)                  | 1840 | 1851      | Außerplanmäßiger Professor     | lehrte Alte, Deutsche- und Universalgeschichte, 1840 Privatdozent, 1845 Außerordentlicher Professor einer der Mitbegründer und Herausgeber der Zeitschrift für Geschichtswissenschaft |      |
| Ernst Curtius (1814–1896)                          | 1843 | 1896      | Ordinarius                     | 1843 Privatdozent, 1857 in Göttingen auf dem ersten reinen Lehrstuhl für Alte Geschichte, 1868 Ordinarius für Archäologie in Berlin, 1881/82 Rektor der Universität, Direktor des Antiquariums, Initiator der Ausgrabungen in Olympia, Forschungen zur Landeskunde und Geschichte von Griechenland |      |
| Heinrich Kiepert (1818–1899)                       | 1853 | ????      | Professor                      | 1853 Professor an der Berliner Akademie, wurde Professor ohne Habilitation, 1871 Ordentlicher Professor; lehrte Länder- und Völkerkunde der Alten Welt |      |
| Johann Gustav Droysen (1808–1884)                  | 1859 | 1884      | Ordinarius                     | Nachfolger Friedrich von Raumers als Professor für Staatswissenschaften und Geschichte, vertrat die Alte Geschichte als Universalhistoriker, gilt aber als zweite große Persönlichkeit unter den Berliner Althistorikern nach Niebuhr |      |
| Theodor Mommsen (1817–1903)                        | 1861 | 1885      | Ordinarius                     | bedeutendster Forscher im Bereich der Römischen Geschichte; Wissenschaftsorganisator; Literaturnobelpreisträger; 1861 Inhaber des Lehrstuhls für römische Altertumskunde |      |
| Karl Wilhelm Nitzsch (1818–1880)                   | 1872 | 1880      | Ordinarius                     | Universalhistoriker, vor allem Mediävist, mit vielen Beiträgen zur Alten Geschichte, seit 1848 Professor in Kiel und Königsberg, 1872 wechsel nach Berlin |      |
| Hans Droysen (1851–1918)                           | 1877 | 1898      | Privatdozent                   | Altphilologe und Epigraphiker, 1879 Privatdozent an der Universität, 1898 Gymnasialprofessors am Königstädtischen Gymnasium, Forschungen zum antiken Kriegswesen, Biograf Friedrichs des Großen |      |
| Elimar Klebs (1852–1918)                           | 1883 | 1906      | Privatdozent                   | 1883 Privatdozent, Mitarbeiter an der Prosopographia Imperii Romani, 1906 Professor in Marburg |      |
| Wilhelm Sieglin (1855–1935)                        | 1898 | 1914      | Ordinarius                     | 1884 Habilitation, 1896 Titularprofessor, 1899 Ordinarius |      |
| Hermann Dessau (1856–1931)                         | 1884 | 19??      | Ordentlicher Honorarprofessor  | 1884 ohne Habilitationsschrift habilitiert; 1896 Titularprofessor, 1917 Ordentlicher Honorarprofessor. Als Epigraphiker Wissenschaftlicher Beamter des Akademieunternehmens Corpus Inscriptionum Latinarum |      |
| Otto Hirschfeld (1843–1922)                        | 1885 | 1917      | Ordinarius                     | seit 1869 Hochschullehrer in Göttingen, Prag und Wien; 1885 Nachfolger Mommsens, setze die Einrichtung des „Instituts für Altertumskunde“ an der Universität durch |      |
| Ulrich Köhler (1833–1903)                          | 1886 | 1902      | Ordinarius                     | folgte Droysen auf dessen Lehrstuhl nach, neben Hirschfeld Direktor am Institut für Altertumskunde. Zuvor 1872 Professor an der Universität Straßburg, 1875 1. Sekretär des Deutschen Archäologischen Instituts in Athen. |      |
| Ernst Fabricius (1857–1942)                        | 1886 | 1888      | Privatdozent                   | Klassischer Archäologe, aus der Altphilologie kommend, 1886 Privatdozent für den kompletten klassisch-altertumswissenschaftlichen Fächerkanon; 1888 als Ordinarius nach Freiburg; 1902 Leiter der Reichs-Limeskommission |      |
| Friedrich Koepp (1860–1944)                        | 1892 | 1896      | Privatdozent                   | 1887 Assistent beim Kaiserlichen Archäologischen Institut in Berlin, 1892 Privatdozent für Archäologie und Alte Geschichte, 1896 als Professor nach Münster; Ausgräber des Römerlager Haltern; Geschäftsführer der Westfälischen Altertumskommission in Münster, 1916 Leiter der Römisch-Germanischen Kommission                                                                                           |      |
| Carl Friedrich Lehmann-Haupt (1861–1938)           | 1893 | 1911      | Außerordentlicher Professor    | 1893 Privatdozent, 1901 Außerplanmäßiger Professor, 1911 als Ordinarius nach Liverpool; begründete die Zeitschrift Klio; forschte zur altorientalischen Geschichte und zum östlichen Mittelmeerraum |      |
| Ulrich von Wilamowitz-Moellendorff (1848–1931)     | 1897 | 1927      | Ordinarius                     | 1897 Ordinarius für Klassische Philologie, 1921 Emeritiert, lehrte noch bis 1927; bedeutendster Philologe seiner Generation; erneuerte Boeckhs Gedanken von der allumfassenden Altertumsforschung und bündelte diese im Institut für Altertumsforschung; 1915/1916 Rektor der Berliner Universität; 1917/1918 Mitglied des Preußischen Herrenhaus                                                          |      |
| Hans Delbrück (1848–1929)                          | 1896 | 1921      | Ordinarius                     | Universal- und Militärhistoriker; Nachfolger auf dem Lehrstuhl Heinrich von Treitschkes; 1884 bis 1890 Mitglied des Reichstags; Gegner der Dolchstoßlegende wie auch der Alleinigen Deutschen Kriegsschuld; Revolutionierte die Militär- und Kriegsgeschichtsschreibung |      |
| Eduard Meyer (1855–1930)                           | 1902 | 1923      | Ordinarius                     | seit 1884 Professor in Leipzig, Breslau, Halle und München, seit 1902 in Berlin; Nachfolger Köhlers; bedeutendster Althistoriker seit Mommsen; 1919/20 Rektor der Universität; sein Lehrstuhl blieb nach seinem Ausscheiden unbesetzt; Vertreter der Zyklentheorie; Hauptwerk ist die Geschichte des Alterthums                                                                                            |      |
| Gustaf Kossinna (1858–1931)                        | 1902 | 1926      | Ordinarius                     | Inhaber eines außerordentlichen Lehrstuhls für deutsche Archäologie, erster Lehrstuhl für Ur- und Frühgeschichte; setzte sich in der Lehre meist mit dem Gegensatz zwischen Römern und Germanen auseinander |      |
| Eduard Norden (1868–1941)                          | 1906 | 1941      | Ordinarius                     | Professor für Klassische Philologie; Rektor der Universität 1928; aufgrund seiner herausragenden Stellung konnte er bis 1935 lehren, musste aber 1938 wegen seiner jüdischen Herkunft in die Schweiz emigrieren. |      |
| Kurt Regling (1876–1935)                           | 1907 |           | Honorarprofessor               | Numismatiker; 1920 Honorarprofessor; 1921 Direktor des Berliner Münzkabinetts |      |
| Ernst Herzfeld (1880–1948)                         | 1909 | 1935      | Ordinarius                     | 1917 Professor für orientalische Archäologie beziehungsweise Landes- und Altertumskunde; nur 1910 eine Vorlesung zu Alexander dem Großen |      |
| Arthur Rosenberg (1889–1943)                       | 1914 | 1933      | Privatdozent                   | Kommunist, 1924 bis 1927 Reichstagsabgeordneter; als Jude wurde ihm 1933 die Lehrbefugnis entzogen |      |
| Paul Martin Meyer (1866–1935)                      | 1916 | 1931      | Honorarprofessor               | Papyrologe; 1916 Außerplanmäßiger Professor, 1917 Honorarprofessor |      |
| Ulrich Wilcken (1862–1944)                         | 1917 | 1931      | Ordinarius                     | bedeutendster Berliner Althistoriker seit Meyer, Nachfolger auf Hirschfelds Professur; Pionier der griechisch-römischen Papyrologie in Deutschland; begründete das Archiv für Papyrusforschung |      |
| Friedrich Hiller von Gaertringen (1833–1903)       | 1917 | 1933      | Honorarprofessor               | Privatgelehrter; Epigraphiker und Klassischer Archäologe |      |
| Eugen Täubler (1879–1953)                          | 1918 | 1922      | Privatdozent                   | als Jude wurde ihm 1933 die Lehrbefugnis entzogen; forschte zur jüdischen Geschichte in der Antike und zu den Beziehungen der Juden zu den Griechen und Römern |      |
| Emil Forrer (1894–1986)                            | 1925 | 1929      | Privatdozent                   | Assyriologe und Hethitologe; Direktor der Vorderasiatischen Abteilung; Arbeiten zur Aḫḫijawa-Theorie |      |
| Elias Bickermann (1897–1981)                       | 1929 | 1933      | Privatdozent                   | Moldawier; als Jude wurde ihm 1933 die Lehrbefugnis entzogen, ging zunächst nach Frankreich, dann in die USA; forschte zur jüdischen Geschichte in der Zeit des Hellenismus |      |
| Ernst Stein (1891–1945)                            | 1929 | 1932      | Außerordentlicher Professor    | Althistoriker und Byzantinist; 1929 Privatdozent, 1931 Außerordentlicher Professor; verzichtete 1933 auf seine Lehrbefugnis, um der Entlassung aus dem Universitätsdienst als Jude zuvorzukommen, und ging nach Washington |      |
| Lothar Wickert (1900–1989)                         | 1930 | 1935      | Privatdozent                   | Lateinischer Epigraphiker; 1930 Privatdozent; 1935 nach Königsberg; schrieb vor allem biografische Abhandlungen, Mommsen-Biograf |      |
| Hans Erich Stier (1902–1979)                       | 1930 | 1936      | Privatdozent                   | Althistoriker ohne nennenswerte Wirkung auf das Fach; in Erinnerung blieben vor allem seine germanozentristischen Schriften; ab 1936 Professor in Münster; CDU-Politiker |      |
| Wilhelm Weber (1882–1948)                          | 1932 | 1945      | Ordinarius                     | Nationalsozialist; weniger durch seine vielen Schriften wirkend als durch seine vielen Schüler; kooperierte mit dem Amt Rosenberg und beeinflusste durch Gutachten die Berufungspolitik in der Alten Geschichte |      |
| Wilhelm Schubart (1873–1960)                       | 1912 | 1937      | Honorarprofessor               | Altphilologe, Althistoriker und Papyrologe; leitete von 1912 bis 1937 die Berliner Papyrussammlung; 1912 Professor; 1920 Ehrendoktorwürde der Juristischen Fakultät der Universität Frankfurt am Main; trat 1937 aus Protest gegen die Nationalsozialisten von allen Ämtern zurück |      |
| Alexander Schenk Graf von Stauffenberg (1905–1965) | 1934 | 1935      | Privatdozent                   | gehörte zum George-Kreis; 1936 Professor in Gießen, 1948 in München; Mitbegründer der Kommission für Alte Geschichte und Epigraphik |      |
| Günther Klaffenbach (1890–1972)                    | 1935 | 1955      | Professor                      | 1929 Professor an der Berliner Akademie; Leitete dort das Inscriptiones Graecae; 1935 Honorarprofessor, 1946 Professor mit Lehrauftrag |      |
| Johannes Stroux (1886–1954)                        | 1935 | 1954      | Ordinarius                     | Altphilologe; Leiter des Instituts für Altertumskunde, 1946/47 Rektor der Universität; 1945 bis 1951 Präsident der Preußischen/Deutschen Akademie der Wissenschaften zu Berlin |      |
| Werner Peek (1904–1994)                            | 1937 | 1945      | Außerplanmäßiger Professor     | Epigraphiker; 1937 Universitätsdozent, 1944 Außerplanmäßiger Professor |      |
| Berthold Rubin (1911–1990)                         | 1942 | 1942      | Dozent                         | Althistoriker und Byzantinist; Spezialist für die Spätantike; Rechtspopulist, Festredner bei der Gründung der NPD |      |
| Johannes Straub (1912–1996)                        | 1943 | 1944      | Dozent                         | Spezialist für die Spätantike; 1944 Professor in Erlangen, dann in Bonn |      |
| Ernst Hohl (1886–1957)                             | 1950 | 1955      | Ordinarius                     | 1919 Professor in Rostock; 1950 Nachfolger auf dem Lehrstuhl Webers; Leiter des Altertumswissenschaftlichen Instituts |      |
| Werner Hartke (1907–1993)                          | 1955 | 1958      | Professor                      | Altphilologe; Leiter des Altertumswissenschaftlichen Instituts; 1958 Präsident der Deutschen Akademie der Wissenschaften |      |
| Liselotte Welskopf-Henrich (1901–1979)             | 1958 | 1964      | Professorin                    | Professorin mit Lehrauftrag (ohne Lehrstuhl); Leiterin des Altertumswissenschaftlichen Instituts; legte die Alte Geschichte sehr weit aus; Autorin bekannter Kinderbücher zu den nordamerikanischen Indianern |      |
| Johannes Mathwich                                  | 1958 | 1970      | Oberassistent                  | 1958 Assistent, später Oberassistent; sollte Nachfolger Welskopf-Henrichs werden, war jedoch nicht promoviert und habilitiert; 1970 „Republikflüchtig“ |      |
| Heinz Kreißig (1921–1984)                          | 1961 | 1969      | Wissenschaftlicher Mitarbeiter | 1961 Aspirant, 1961 bis 1965 Wissenschaftlicher Mitarbeiter, 1965 bis 1969 Leiter der Arbeitsgruppe Wirtschaftsgeschichte des Altertums am Institut für Wirtschaftsgeschichte der HUB, 1970 bis 1980 Leiter des Wissenschaftsbereichs Griechisch-Römische Antike des Zentralinstituts für Alte Geschichte und Archäologie an der Akademie der Wissenschaften der DDR, dort seit 1973 Professor             |      |
| Armin Jähne (* 1941)                               | 1970 | 1995      | Außerordentlicher Professor    | 1970 Wissenschaftlicher Oberassistent und Leiter des Bereiches Alte Geschichte, 1988 Außerordentlicher Professor |      |
| Gert Audring (* 1944)                              | 1988 |           | Professor                      | 1988 bis 1991 Professor, 1992 Wissenschaftlicher Mitarbeiter; Bereichsleiter des Bereichs griechisch-römische Geschichte am Zentralinstitut für Alte Geschichte und Archäologie der Akademie der Wissenschaften der DDR |      |
| Peter Musiolek (1927–1991)                         | 1988 | 1991      | Honorardozent                  | Honorardozent, Fachmann für die griechisch-römische Sozialgeschichte |      |
| Hans-Joachim Gehrke (* 1945)                       | 1991 | 1991      | Gastprofessor                  | Gastprofessor im Sommersemester 1991, Mitwirkung bei der Neustrukturierung an der Universität im Bereich der Altertumswissenschaften |      |
| Klaus-Peter Johne (* 1941)                         | 1992 | 2009      | Professor                      | gemeinsam mit Nippel 1992 erster Professor nach der durch die Wiedervereinigung bedingten Neuordnung der Universität, 2007 Emeritiert, lehrt weiter; Spezialist für die römische Geschichte, insbesondere der Historia Augusta |      |
| Wilfried Nippel (* 1950)                           | 1992 | 2015      | Professor                      | gemeinsam mit Johne 1992 erster Professor nach der durch die Wiedervereinigung bedingten Neuordnung der Universität; Fachmann für die historische Anthropologie, die Verfassungsgeschichte und die Fachgeschichte. Seit 2015 Seniorprofessor |      |
| Klaus Hallof (* 1957)                              | 1993 |           | Außerplanmäßiger Professor     | Außerplanmäßiger Professor für Epigraphik, lehrt bei den Altphilologen; seit 1993 Leiter der Inscriptiones Graecae |      |
| Günter Poethke (1939–2020)                         | 1995 | 2020      | Außerplanmäßiger Professor     | Papyrologe; 1995 Privatdozent, 1999 Außerplanmäßiger Professor, lehrt bei den Altphilologen auch zu historischen Themen |      |
| Elke Hartmann (1969–2021)                          | 2002 | 2010      | Juniorprofessorin              | erste Juniorprofessorin des Fachbereiches; Fachfrau für Geschlechterstudien |      |
| Marietta Horster (* 1961)                          | 2007 | 2010      | Professorin                    | 2007/08 Lehrstuhlvertretung |      |
| Ulrich Huttner (* 1965)                            | 2008 | 2009      | Privatdozent                   | 2008 Lehrstuhlvertretung, 2009 Privatdozent |      |
| Aloys Winterling (* 1956)                          | 2009 | 2021      | Professor                      | 2009 Professor, Nachfolger Johnes, zuvor seit 1993 Professor in Bielefeld, Freiburg/Br. und Basel; Forschungsschwerpunkte liegen auf dem Gebiet der griechischen und römischen Gesellschaftsgeschichte sowie der Historischen Anthropologie |      |
| Claudia Tiersch (* 1967)                           | 2010 |           | Professorin                    | 2010 Professorin (vorgezogene Berufung); 2015 Lehrstuhlnachfolge Nippel |      |
| Maria Osmers (* 1982)                              | 2021 |           | Professorin                    | 2021 Lehrstuhlvertretung |      |

Erster Lehrstuhl/Professur:
- 1861–1885: Theodor Mommsen
- 1885–1917: Otto Hirschfeld
- 1917–1931: Ulrich Wilcken
- 1932–1945: Wilhelm Weber
- 1950–1955: Ernst Hohl
- 1992–2015: Wilfried Nippel
- Seit 2015: Claudia Tiersch (2010 vorgezogen berufen)

Zweiter Lehrstuhl/Professur:
- 1886–1902: Ulrich Köhler
- 1903–1923: Eduard Meyer
- 1992–2007: Klaus-Peter Johne
- 2009–2021: Aloys Winterling